# Viktor Kratasyuk
Viktor Ivanovitch Kratassiouk (en russe : Виктор Иванович Кратасюк, et en géorgien : ვიქტორ ივანოვიჩ კრატასიუკი), né le 30 janvier 1949 à Poti et mort le 18 mars 2003, est un céiste originaire de Géorgie, concourant pour l'URSS.

## Biographie
Associé à Nikolai Gorbachev, il obtient la médaille d'or aux Jeux olympiques de Munich en kayak biplace, 1 000 mètres.
Il est deux fois champion d'URSS dans cette discipline. 
En 1972, il est fait Maître émérite du sport de l'URSS .